# Leptochiton pepezamorai
Leptochiton pepezamorai är en blötdjursart som beskrevs av Carmona Zalvide, Urgorri och Mauricio Garcia 2004. Leptochiton pepezamorai ingår i släktet Leptochiton och familjen Leptochitonidae. Inga underarter finns listade i Catalogue of Life.